# Loi de programmation 2018-2022 et de réforme pour la justice
Lire en ligne

Loi organique
Loi ordinaire

La loi du 23 mars 2019 de programmation 2018-2022 et de réforme pour la justice et la loi organique du 23 mars 2019 relative au renforcement de l’organisation des juridictions abordent plusieurs aspects de la justice en France : 
- la programmation des moyens de la justice entre 2018 et 2022 ;
- la procédure civile ;
- la justice administrative ;
- la procédure pénale et les peines ;
- l’organisation judiciaire.

## Élaboration de la loi
Cinq rapports ont été remis à Nicole Belloubet, ministre de la Justice, garde des Sceaux, le 15 janvier 2018 (voir #Bibliographie). En mars, après plusieurs consultations, le Gouvernement annonce que la carte judiciaire sera modifiée a minima et qu’en particulier la carte des cours d'appel ne sera pas calquée sur celle des régions de France.
Le processus législatif démarre avec la saisine du Conseil d’État, qui rend son avis le 12 avril 2018, puis avec la présentation en Conseil des Ministres le 20 avril .
La première lecture au Sénat a lieu du 9 au 23 octobre, les rapporteurs de la commission des lois sont François-Noël Buffet et Yves Détraigne. La première lecture à l'Assemblée nationale se tient du 19 novembre au 11 décembre, les rapporteurs de la commission des lois sont Laetitia Avia et Didier Paris. Lors de la discussion, des amendements gouvernementaux introduisent la création du parquet national antiterroriste, ainsi que la création d’un code de la justice pénale des mineurs. La commission mixte paritaire se réunit le 13 décembre et conclut à un désaccord. Une nouvelle lecture a donc lieu à l'Assemblée nationale du 15 au 23 janvier 2019 puis au Sénat le 12 février avant que le texte ne soit adopté définitivement par la seule Assemblée nationale le 18 février,.
Lors de ces discussions, ce projet a été mis en cause par les avocats, les magistrats,, et les greffiers.
Le 21 mars 2019, le Conseil constitutionnel rend sa décision, qui est la plus longue jamais rendue par le Conseil et qui compte 395 paragraphes. Il censure plusieurs dispositions comme l'extension à l’ensemble des crimes des techniques spéciales d'enquête, de même que l'usage de la visioconférence pour les audiences de prolongation de détention provisoire ainsi que la modification par les Caisses d’allocation familiales des pensions alimentaires fixées par un juge. Est également censurée la disposition selon laquelle le parquet (et non plus le juge d'instruction) aurait pu autoriser des interceptions des communications électroniques et des géolocalisations,,.

## Contenu des lois

### Programmation budgétaire
Les crédits de paiement de la mission « Justice », hors charges de pensions, évolueront de 7,0 à 8,3 milliards d’euros courants entre 2018 et 2022.
| Année                               | 2018  | 2019  | 2020  | 2021  | 2022  |
| ----------------------------------- | ----- | ----- | ----- | ----- | ----- |
| Crédits budgétaires (en milliards)  | 7,0   | 7,3   | 7,7   | 8,0   | 8,3   |
| Créations nettes d'emploi (en EQTP) | 1 100 | 1 300 | 1 620 | 1 260 | 1 220 |

### Simplifications de procédures
Les jugements sont mis à la disposition du public à titre gratuit sous forme électronique. Les données d’identité des magistrats et des membres du greffe ne peuvent faire l’objet d’une réutilisation ayant pour objet ou pour effet d’évaluer, d’analyser, de comparer ou de prédire leurs pratiques professionnelles réelles ou supposées,.

### Réforme pénale
La dématérialisation du dépôt de plainte et de plainte avec constitution de partie civile est rendue possible.
L’amende forfaitaire est étendue à de nouveaux délits, par exemple l’usage de stupéfiant,.
Une cour criminelle est créée, de manière expérimentale, pour juger des crimes punis de quinze ou vingt ans de réclusion à la place des cours d'assises.
Les conditions de recours pour une personne assignée à résidence selon la loi renforçant la sécurité intérieure et la lutte contre le terrorisme sont revues,.
Le Parquet national antiterroriste est créé, pour le traitement des infractions terroristes, des crimes contre l’humanité, des crimes et délits de guerre, des crimes de tortures et de disparitions forcées commises par les autorités étatiques, des infractions relatives à la prolifération d’armes de destruction massive et de leurs vecteurs et des infractions portant atteinte aux intérêts fondamentaux de la Nation en temps de paix, à la place du parquet de Paris.
Les peines d’emprisonnement ferme d’une durée inférieure ou égale à un mois sont interdites. De plus, le plafond des peines de prison aménageables ab initio, c’est-à-dire par le tribunal avant leur exécution, en un placement sous bracelet électronique, en travail d’intérêt général ou autre mesure de semi-liberté, est abaissé de deux à un an. En 2020, la Cour de cassation estime que la code de procédure pénale ainsi modifié, qui est donc plus sévère, ne peut pas s’appliquer pour des faits commis avant l’entrée en vigueur de la loi,.
La contrainte pénale et le sursis-TIG sont intégrés dans le sursis avec mise à l’épreuve, désormais dénommé « sursis probatoire ».
Le Gouvernement est autorisé à prendre par voie d’ordonnance les mesures relevant du domaine de la loi nécessaires pour écrire un code de la justice pénale des mineurs, qui succéderait à l’ordonnance du 2 février 1945 relative à l'enfance délinquante. L’ordonnance est signée le 11 septembre 2019, et le nouveau code devrait être en vigueur le 31 mars 2021.

### Organisation judiciaire
Les tribunaux d'instance et les tribunaux de grande instance sont regroupés au sein d’une nouvelle juridiction : les « tribunaux judiciaires » au 1er janvier 2020.